# Arturo Matte Alessandri
Arturo Matte Alessandri (Santiago, 15 de julio de 1924 - ibíd., 3 de febrero de 1965) fue un ingeniero, cronista y fundador de la Editorial Universitaria.

## Reseña biográfica
Arturo Matte Alessandri nació en el Palacio de La Moneda, cuando su abuelo Arturo Alessandri Palma era Presidente de la República. Hizo sus estudios en el Liceo Alemán de Santiago y luego en la Escuela de Ingeniería de la Universidad de Chile de donde egresó en 1947. Desde sus años de estudiante se distinguió como destacado dirigente del Centro de Estudiantes de Ingeniería primero y después de la Federación de Estudiantes (FECH), dando sus primeros pasos en política.
En 1943 creó la Cooperativa Estudiantil destinada a editar apuntes de clases y textos de estudios, entidad que posteriormente se transformaría en la Editorial Universitaria, de la que fue gerente general desde su fundación, en 1947 hasta 1956.
En 1948 junto a Aníbal Pinto Santa Cruz crean la revista Panorama Económico, que dio espacio a economistas desarrollistas y estructuralistas, que con los años elaborarían los programas de la candidatura de Salvador Allende.
En 1954 adquiere el diario Las Noticias de la Última Hora, asumiendo la dirección del diario dos años después. La línea editorial acompañó el ascenso de la izquierda y contribuyó a promover la agrupación de partidos populares en el Frente de Acción Popular (FRAP) y a levantar la candidatura de Salvador Allende para las elecciones de 1958. Siendo electo Presidente su tío Jorge Alessandri, abandona el país y aprovecha en ese entonces una invitación del diario soviético Pravda para ser corresponsal, invitación que lo llevaría a recorrer Europa, Asia y Medio Oriente, regresando dos años más tarde, en 1960, para hacerse cargo de la sucesión Matte Larraín, de la que fue su administrador hasta su trágica muerte en 1965, como consecuencia de un accidente automovilístico.

## Crónicas de viaje
Sus columnas y crónicas de viaje las publicó en Las Noticias de Última Hora, las cuales fueron recopilados y publicadas posteriormente por la Editorial Universitaria en el libro "Crónicas de Viaje". Fue el primer chileno en entrevistarse con Mao Zedong, siendo capaz de vislumbrar las provechosas relaciones comerciales y culturales entre China y Chile.
En sus crónicas conversamos con estibadores del puerto de Leningrado, recorremos la  meseta del Aratat en Armenia, asistimos a una función del circo de Moscú y a una repleta ceremonia de la Iglesia Ortodoxa. Todo con amplios detalles y una fineza en la observación, en preguntar y dar cuenta de las diferencias con Chile. Se adentran en el sistema agrario soviético y es capaz de explicarnos en pocas líneas la diferencia entre un sovjós y un koljós. No se trata sólo de impresiones de viaje, Matte pregunta por el sueldo de los campesinos y los estibadores a quienes entrevista, el rendimiento de las unidades productivas, el costo de combustible, se mete en las moradas de los campesinos y asiste a las reuniones de planificación. Su interés por el sistema socialista del siglo XX no termina en un panegírico, sino que es capaz de dar cuenta de esta forma de organización social, atisbando sus lados grises y destacando sus logros. Despliega a lo largo de las crónicas la capacidad de comprender un complejo fenómeno y poder explicarlo de manera simple.